# Łochów (gromada)
Łochów – dawna gromada, czyli najmniejsza jednostka podziału terytorialnego Polskiej Rzeczypospolitej Ludowej w latach 1954–1972.
Gromady, z gromadzkimi radami narodowymi (GRN) jako organami władzy najniższego stopnia na wsi, funkcjonowały od reformy reorganizującej administrację wiejską przeprowadzonej jesienią 1954 do momentu ich zniesienia z dniem 1 stycznia 1973, tym samym wypierając organizację gminną w latach 1954–1972.
Gromadę Łochów z siedzibą GRN w Łochowie (1954–68 jako wieś w gromadzie, 1969–72 jako miasto poza obszarem gromady) utworzono – jako jedną z 8759 gromad – w powiecie węgrowskim w woj. warszawskim, na mocy uchwały nr VI/10/22/54 WRN w Warszawie z dnia 5 października 1954. W skład jednostki weszły obszary dotychczasowych gromad Łochów i Wymysły ze zniesionej gminy Łochów w tymże powiecie. Dla gromady ustalono 14 członków gromadzkiej rady narodowej.
1 stycznia 1958 do gromady Łochów przyłączono obszar zniesionej gromady Budziska w tymże powiecie.
31 grudnia 1959 do gromady Łochów przyłączono obszar zniesionej gromady Jerzyska w tymże powiecie.
1 stycznia 1969 z gromady Łochów wyłączono osadę Łochów, wieś Łochów oraz tereny fabryki "Proma" z miejscowości Baczki, tworząc z nich miasto Łochów, które pozostało nadal siedzibą GRN gromady Łochów. Tego samego dnia do gromady Łochów włączono część obszaru wsi Łopianka o powierzchni 28 ha z gromady Ostrówek w tymże powiecie.
Gromada przetrwała do końca 1972 roku, czyli do kolejnej reformy gminnej. 1 stycznia 1973 w powiecie węgrowskim reaktywowano gminę Łochów.